# Autoportret na tle okna z widokiem na Kreml
Autoportret na tle okna z widokiem na Kreml (ros. Автопортрет на фоне окна, с видом на Кремль) – obraz olejny namalowany przez rosyjskiego malarza Wasilija Tropinina w 1846 roku, znajdujący się w zbiorach Galerii Tretiakowskiej w Moskwie.

## Opis
Wybitny rosyjski malarz Wasilij Tropinin urodził się w guberni nowogrodzkiej. Do 1823 roku był poddanym hrabiego Minicha, później hrabiego Morkowa. Otrzymawszy wolność od ostatniego właściciela, Tropinin już w 1824 roku otrzymał tytuł akademika. Po uzyskaniu długo oczekiwanej wolności Tropinin postanowił osiedlić się w Moskwie, gdzie stał się jednym z najbardziej szanowanych artystów wśród mieszkańców miasta.
Mieszkając przez większość życia w Moskwie, Tropininowi udało się w zaskakujący sposób zbliżyć do miasta, przesiąkniętego jego kulturową atmosferą. W 1843 roku, za pomoc i rady dla młodych malarzy, Tropinin został wybrany honorowym członkiem Moskiewskiego Towarzystwa Artystycznego. Wkrótce po tym wydarzeniu ukończył „Autoportret z pędzlami i paletą na tle okna z widokiem na Kreml” (1844). W Galerii Trietiakowskiej znajduje się autorska wersja obrazu z 1846 roku.
Tropinin pracował nad autoportretem w swoim atelier, znajdującym się na ulicy Leniwka, niedaleko mostu Bolszoj Kamiennyj. Przedstawił się z bliska, frontalnie, pod światło. W prawej dłoni trzyma malstok – poręczny przyrząd do pracochłonnej pracy nad obrazem, w lewej – pędzle i paletę skierowaną w stronę widza. Wybór tła jest głęboko orientacyjny: stary zespół Kremla jest symbolem wielkości Moskwy i jednym z kluczowych miejsc w rosyjskiej historii. Widoczne za oknem antyczne mury, wieże i kopuły kościołów rozświetla delikatne, ciepłe światło zbliżającego się wieczoru. W dziele powstałym w schyłkowych latach twórczości Wasilij Tropinin zdawał się podsumowywać swoje trudne, ale długie i pełne wydarzeń życie zawodowe. 